# Who Got the Gravy?
Albums de Digital Underground
Future Rhythm
(1996) ..Cuz a D.U. Party Don't Stop!
(2008)
Singles
1. The Mission
Sortie : 1998

Who Got the Gravy? est le cinquième album studio de Digital Underground, sorti le 8 septembre 1998.
L'album s'est classé 91e au Top R&B/Hip-Hop Albums.

## Liste des titres
| No  | Titre                                  | Contient un (des) sample(s) de         | Durée |
| --- | -------------------------------------- | -------------------------------------- | ----- |
| 1.  | I Shall Return (featuring KRS-One)     |                                        | 1:37  |
| 2.  | Holla Holiday                          |                                        | 5:27  |
| 3.  | Wind Me Up                             | Bootzilla du Bootsy's Rubber Band      | 6:56  |
| 4.  | The Mission (featuring Big Pun)        | Playing Your Game, Baby de Barry White | 5:07  |
| 5.  | The Odd Couple (featuring Biz Markie)  |                                        | 3:26  |
| 6.  | Blind Mice                             |                                        | 5:09  |
| 7.  | The Gravy (featuring Truck Turner)     |                                        | 4:54  |
| 8.  | Peanut Hakeem                          |                                        | 2:56  |
| 9.  | Mans Girl                              |                                        | 8:17  |
| 10. | April Showers (featuring Mystik)       |                                        | 5:09  |
| 11. | Cyber Teeth Tigers (featuring KRS-One) | Top Billin' d'Audio Two                | 3:46  |